# 혁성운수
혁성운수(革成運輸)는 서울특별시 동대문구의 옛 시내버스 회사였고, 본사 및 차고지는 서울특별시 동대문구 장안동 314-1번지에 위치해 있었다.

## 주요 연혁
- 1962년: 회사 설립
- 1983년: 좌석버스 53번을 개봉여객(훗날 광명운수, 현 범일운수)에 매각하였다.
- 2000년 2월: 경영악화로 서울특별시에 시내버스 사업 면허를 반납하고 폐업하였다. 동시에 운행 노선들은 북부운수가 승계하여 운행개시하였다.

## 과거 운행노선
도시형버스
- 53번: 장안동 ↔ 영등포시장 《현 간선버스 262번》
- 53-1번: 장안동 ↔ 신설동
- 54번: 장안동 ↔ 대림동 《현 지선버스 2233번, 5534번》
- 402번: 장안동 ↔ 신설동 《현 지선버스 2112번》
- 427번: 장안동 ↔ 회기역 《현 지선버스 2211번》

좌석버스
- 53번: 장안동 ↔ 광명시[2]